# Manteau neigeux

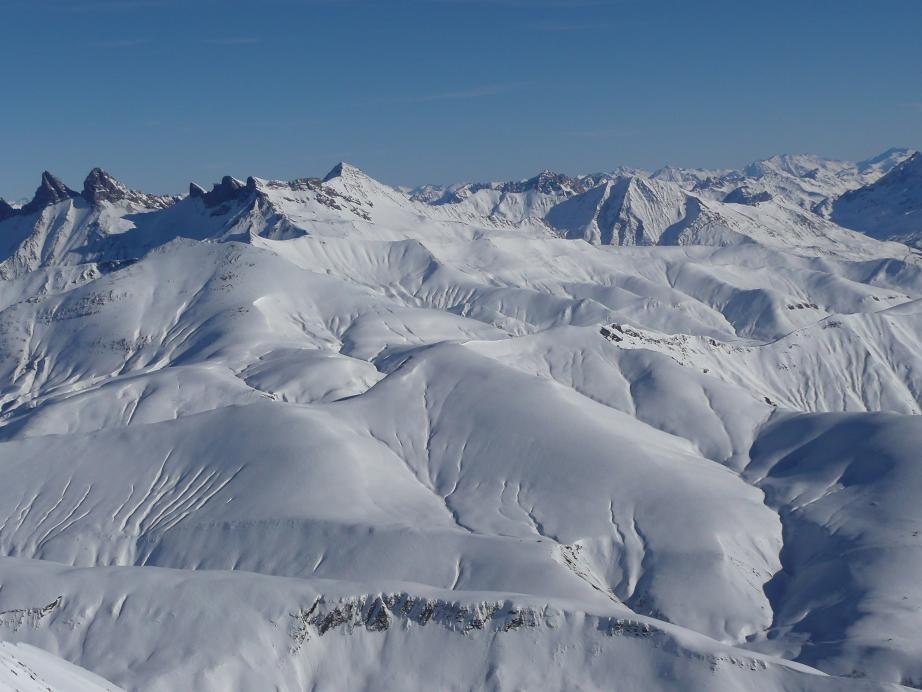
Manteau neigeux en montagne, depuis l'Alpe d'Huez.

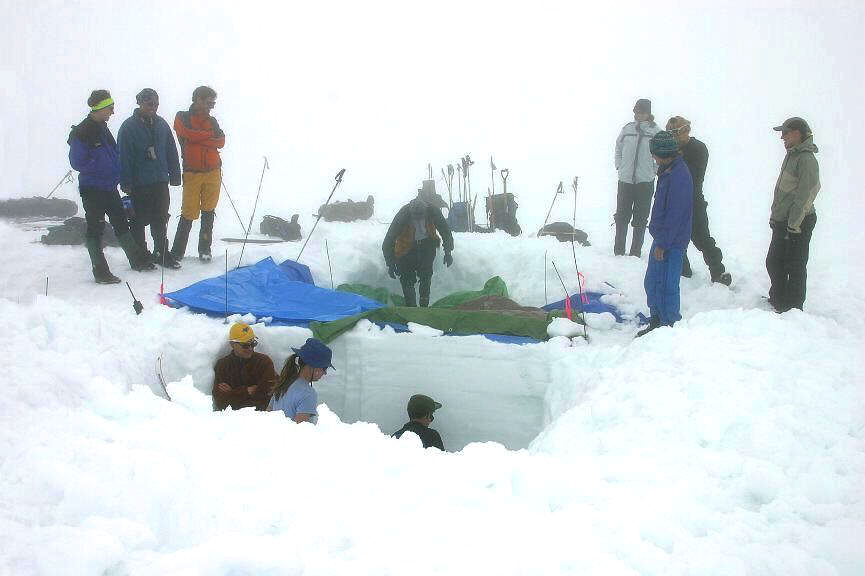
Creusement de trous dans le manteau neigeux sur le glacier Taku en Alaska, pour mesurer sa profondeur, sa densité.

Le manteau neigeux ou manteau nival ou couverture neigeuse est le dépôt des précipitations neigeuses sur le sol ou sur une étendue avant le sol (toit). Constitué de l'accumulation stratifiée de neige, c'est donc toujours un mélange de cristaux de glace et d'air,, avec souvent, si sa température est proche de 0 °C ou après une pluie, de l'eau liquide. Il peut aussi contenir d'autres particules déposées en strates par le vent, comme du carbone-suie, du sable ou des cendres volcaniques.
À l'échelle de temps de l'année, selon l'altitude, la latitude et le climat du lieu, le manteau neigeux est temporaire ou permanent. Il disparait soit par la fonte des neiges, soit par sublimation, soit par sa transformation en névé puis en glacier.
Le stock de neige hivernale, puis sa fonte printanière jouent un rôle majeur pour le cycle de l'eau. Le réchauffement climatique diminue la masse de neige, et paradoxalement pourrait rendre plus précoce, mais aussi plus lent le phénomène de fonte printanière, en favorisant l'évaporation de l'eau au détriment de l'alimentation des bassins versants et des écosystèmes dépendant de cette eau.

## Constitution du manteau neigeux
Au cours de chaque hiver, la répétition des chutes de neige, souvent de qualités et d'intensité différentes, provoque l'apparition de strates distinctes dans le manteau neigeux. Avec la variabilité des conditions météorologiques (température, ensoleillement, vent, etc.), celui-ci n'est donc jamais exactement identique d'un hiver à l'autre au même endroit.

## Évolution du manteau neigeux

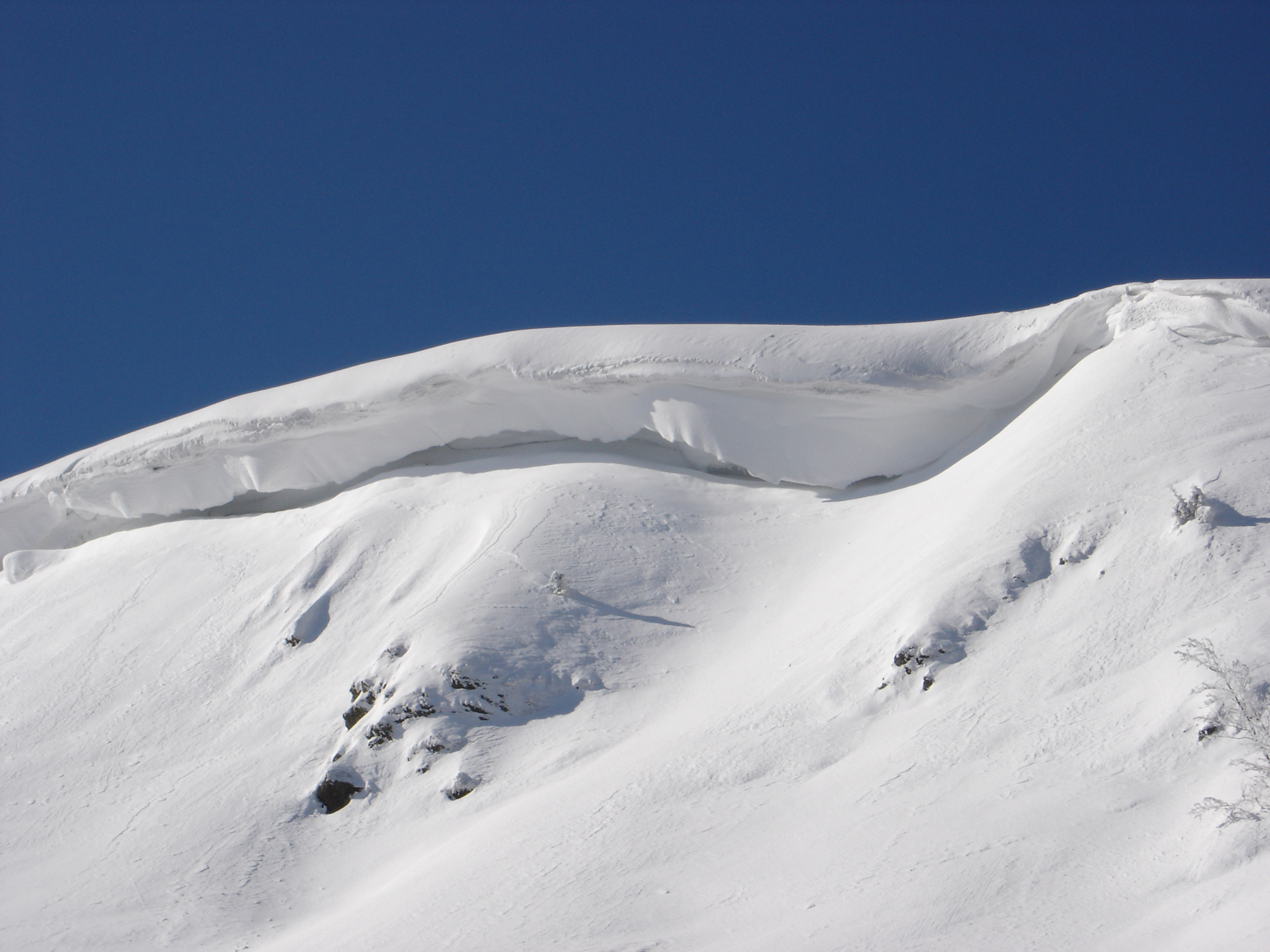
Corniche de neige.

Selon le profil de température de l'atmosphère que doit parcourir le flocon entre sa formation et son arrivée au sol, on aura un ou des types de cristaux favorisés. Lorsque le profil est assez chaud et humide, on aura formation de gros flocons qui emprisonnent peu d'air et donnent de la neige très dense. Le rapport entre le nombre de centimètres accumulés de neige dans ce cas et l'eau liquide qu'ils contiennent est alors très faible, de l'ordre de 4  à   8 mm de neige pour 1 mm d'eau (soit ~0,6:1). Par température très froide, l'inverse se produit et on peut obtenir un coefficient de 25:1 pour la neige poudreuse. La moyenne climatologique est de 10:1, soit 1 cm de neige pour 1 millimètre d'eau contenue.
La neige fraîchement tombée est sujette à l'action du vent, surtout si elle est très légère. Ceci donne la poudrerie au Canada, appelée ailleurs chasse-neige élevée, et dans un cas extrême le blizzard. Elle peut se concentrer en dunes nommées bancs de neige (Canada) ou congères (Europe). Ce n'est pas le cas de la neige de printemps, compacte et riche en eau, amenée à fondre sur place. En montagne, le vent est à l'origine de corniches qui peuvent piéger les randonneurs.
La neige n'est pas un matériau inerte. Elle est au contraire en constante évolution et ne cesse de se transformer, soumise à l'action de son propre poids qui la tasse, ainsi qu'aux différences de températures entre le jour et la nuit. Si la pente est raide, le manteau peut devenir instable et générer des avalanches.

### La métamorphose d'isothermie
Elle se déroule lorsque le gradient thermique au sein de la couche est faible, inférieur à 5 °C par mètre. À cause des déséquilibres de vapeur saturante, les dendrites se détruisent au profit du centre du cristal. Les cristaux s'arrondissent et leur taille se calibre. On les appelle grains fins. Les contacts ainsi créés entre eux correspondent à la formation de ponts de glace qui soudent les cristaux les uns aux autres. C'est le phénomène de frittage. La couche de neige gagne en cohésion et en densité.

### La métamorphose de gradient moyen
Elle apparaît quand le gradient thermique au sein de la couche est compris entre 5 et 20 °C par mètre. On observe également un transfert de matière par sublimation / congélation mais la direction privilégiée est la verticale, du bas vers le haut. Les cristaux se transforment en grains à face planes.

### La métamorphose de gradient fort
Lorsque le gradient thermique est supérieur à 20 °C par mètre, le flux de vapeur au sein de la couche de neige devient très fort. Après une dizaine de jours, il y a apparition de gobelets, ou givre de profondeur, qui peuvent atteindre plusieurs millimètres de diamètre. Le manteau devient alors très instable, se trouvant sur un véritable roulement à billes.

### La métamorphose de fonte
Elle se traduit par l'apparition d'eau liquide au cœur du manteau neigeux. Elle est provoquée par une chute de pluie ou un redoux prolongé. Il se forme des agglomérats dits grains ronds (« gros sel ») qui rendent le manteau neigeux très instable.
Le fait d'hydrater la neige ne provoque pas nécessairement sa fonte immédiate, on obtient ce que l'on appelle de la neige mouillée.

## Modélisation numérique
La modélisation numérique du manteau neigeux sert à évaluer la quantité et qualité ou stabilité de la neige. Elle est notamment utile pour la prévision des avalanches ou certaines études de risque, la gestion des ressources en eau et les études sur l'albédo, le climat et les microclimats.
Elle s'effectue soit par des méthodes simples, statistiques telles que degré jour unifié, ou complexes, telles que bilan d'énergie, basées sur la physique (modèle CROCUS). Vers 2015, les données estimaient à plus de 1 100 km3 la quantité de neige stockée dans les montagnes du monde, mais ce chiffre pourrait très fortement sous-estimer d'un facteur 2 la quantité d'eau réellement stockée dans les montagnes.
En effet, en dépit des progrès techniques, modéliser à grande échelle le manteau neigeux reste particulièrement difficile, car ce manteau est souvent difficilement accessible aux forages, et les satellites, ni aucun autre moyen automatisé, ne peuvent le mesurer aux échelles d'un massif ou de la planète. Selon une étude de 2019 faite à l’université de Caroline du Nord, les évaluations scientifiques pourraient avoir beaucoup sous-estimé la quantité de neige qui est ou était stockée sur les montagnes (source d’eau vitale pour de nombreuses régions du monde). Ce travail a analysé quatre bases de données communément utilisées, issues d'études visant à quantifier le volume du manteau neigeux en montagne ; ces quatre groupes s'accordent assez bien entre eux mais pas avec les simulations haute résolution (9 km) faites sur plusieurs chaînes de montagnes nord-américaines. Ces dernières suggèrent des quantités 40 à 66 % plus élevées que ce que les modélisations précédentes avaient calculé. Une réévaluation globale est donc nécessaire (en effet, si ce biais devait se vérifier partout dans le monde, jusqu'à 1 500 kilomètres cubes de neige accumulés en montagne auraient été ignorés des modèles (quantité « seulement » équivalente à 4 % du volume d'eau transporté durant un an par les cours d'eau du monde entier, soit l'équivalent du flux du Missisipi sur un an ; un volume d'eau qui  peut à l'échelle des écosystèmes, des agrosystèmes et du climat avoir une importance significative. Selon le nouveau modèle, les montagnes saisonnièrement couvertes de neige représenteraient 31 % de toute la couverture neigeuse et 9 % de la surface du globe.

## Analyses sur le terrain
Différents types d'analyses du manteaux neigeux peuvent être effectués directement sur le terrain, par des professionnels de la montagne hivernale (guides, nivologue) mais aussi par des pratiquants amateurs. Parmi ces analyses, on distingue :
- l'observation des signes visuels, notamment ceux liés au transport de la neige par le vent ;
- le profil stratigraphique[14] ;
- les tests de compression ;
- les tests d’extension.

## Impact du changement climatique
En zone tempérée (mais aussi dans certaines zones tropicales en aval de hautes chaînes ou massifs montagneux) la fonte de neige et de glace joue un rôle majeur pour l'entretien et la temporalité du cycle de l'eau sur les continents. C'est le cas en Amérique du Nord et dans une grande partie de l'Europe.
Les mesures de hauteur de neige faites dans ces régions montrent que le réchauffement climatique a déjà significativement diminué l'enneigement en montagne mais il affecte aussi le phénomène de processus de fonte des neiges ainsi que sa temporalité et donc la recharge en eau des nappes phréatiques, au risque d’interrompre le cycle de l’eau.
Une étude publiée début 2017 conclut qu'un réchauffement du climat en montagne peut (contre-intuitivement) dans certaines régions ralentir la fonte de neige : « moins de neige accumulée sur le sol » fondra plus tôt en saison, mais aussi plus lentement (au lieu de perdurer jusqu'en été et libérer une grande quantité d’eau en fondant rapidement). En effet, l'inertie thermique de la masse de neige sera moindre, et plus tôt en saison les températures nocturnes sont plus basses alors que de jour le soleil est plus bas et chauffe moins. Or une fusion précoce et ralentie de la neige favorise l'évaporation, au détriment des hauts débits normalement générés par la fonte tardive d'une grosse couche de neige qui alimentent les ruisseaux puis les nappes et les cours d'eau (régime hydrologique nival) jusqu'à des centaines ou milliers de kilomètres loin en aval.
Les cours d'eau de grandes régions comme l'Ouest des États-Unis dépendent presque entièrement de la fonte du manteau neigeux. S'ils manquent d'eau, le stress hydrique induit sur les écosystèmes qu'ils alimentaient peut conduire à diminuer la capacité de puits de carbone des sols forestiers, et à dégrader les sols ainsi que les zones humides et leur capacité à absorber ou retenir l’eau, en augmentant donc le risque de feux de forêt, et en affectant les débits et donc l’écologie des cours d’eau.
Le moindre enneigement notamment en basse altitude, la fonte des neiges ralentie et la dérégulation du cycle de l'eau sont donc des nouveaux éléments à prendre en compte dans l'adaptation au changement climatique.